# 阿蘇市立一の宮小学校
阿蘇市立一の宮小学校（あそしりつ いちのみやしょうがっこう）は、熊本県阿蘇市一の宮町宮地にある公立小学校。

## 沿革

### 経緯
阿蘇市立一の宮小学校は、阿蘇市立宮地小学校と阿蘇市立坂梨小学校、阿蘇市立古城小学校が統合により設置された。

### 年表
- 2016年4月 - 阿蘇市立宮地小学校と阿蘇市立坂梨小学校、阿蘇市立古城小学校が統合し開校

## 通学区域
- 阿蘇市一の宮町全域
  - 町1区、町2区、北1区、北2区、東1区、東2区、東3区、西1区、西2区、西3区、古神1区、古神2区、古神3区、分1区、分2区、分3区、塩塚、原口、上井手、下井手、中原、西井手、上西河原、下西河原、上東下原、下東下原、西下原、片隅、荻の草、舞谷、古閑、神石、福岡、上町、東仲町、西仲町、下町、桜町、福原、馬場、豆札、古城1区、古城2区、古城3の1区、古城3の2区、古城4区、古城5の1区、古城5の2区、古城6区、古城7区[1]

## 進学先中学校
- 阿蘇市立一の宮中学校